# Libro de los juegos

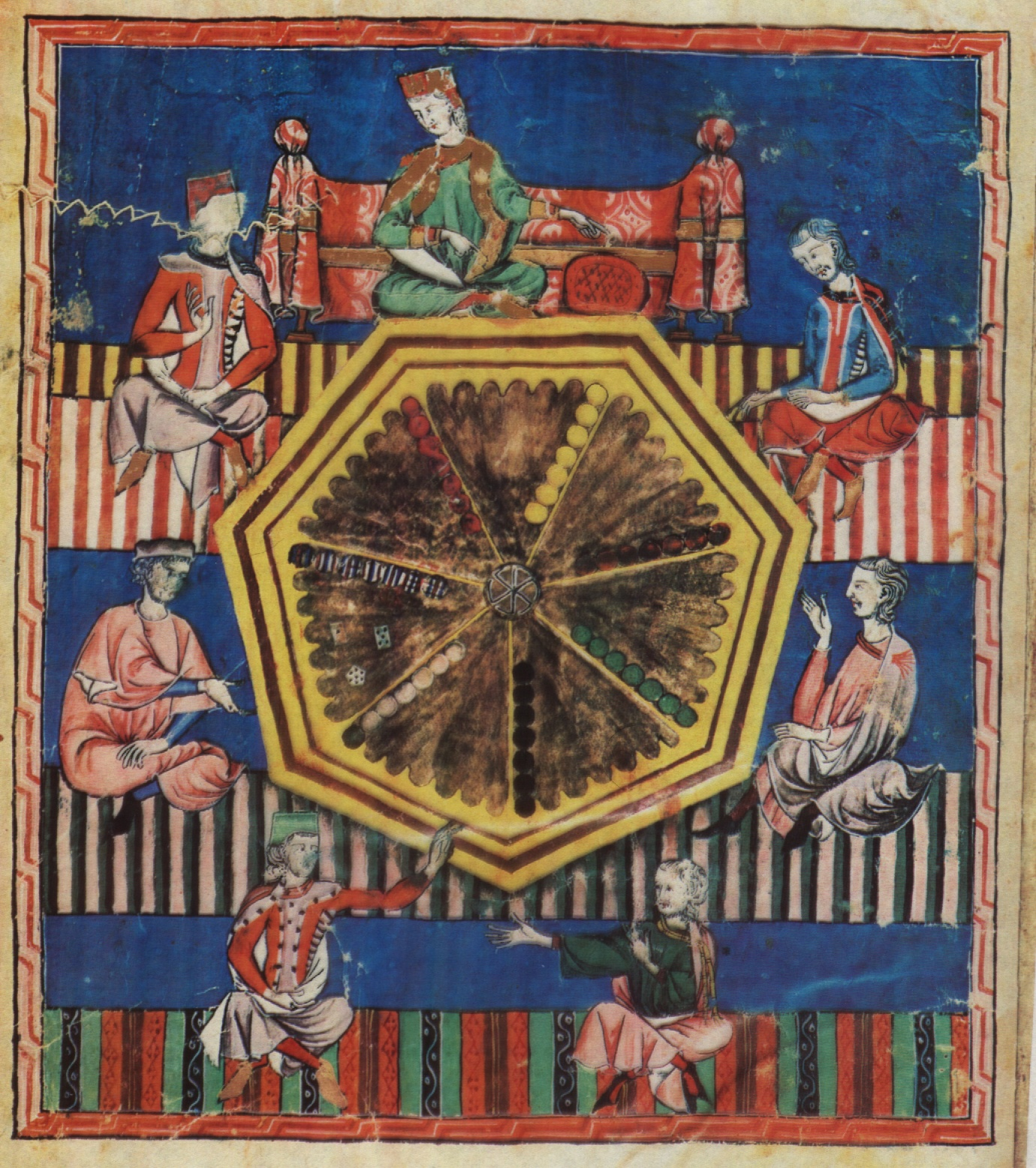
El joc de taules astronòmiques, del Llibre dels jocs

El Llibre dels jocs, o Llibre dels escacs, daus i taules (Si és transcripció original Jocs diversos d'escacs, daus, i taules amb les seves explicacions, ordenats per mandat del Rei N'Alfons el Savi ), va ser encarregat per Alfons X el Savi, rei de Castella, Lleó i Galícia entre 1251 i 1283.
El llibre consta de 98 pàgines, amb 150 il·lustracions en color. Els jocs cobreixen els escacs (incloent-hi els problemes d'escacs més antics que es coneixen a Europa), l'alquerc, els daus i taules (la família de jocs que inclou el backgammon). El llibre conté la descripció més antiga d'algun d'aquests jocs, incloent-hi també alguns jocs importats dels regnes musulmans.
El llibre és un dels documents més importants per a la investigació dels jocs de taula. L'únic original conegut es troba a la biblioteca del Monestir de l'Escorial, a prop de Madrid. Està enquadernat en pell d'ovella i mesura 42 × 30 cm.
Una còpia de 1334 es conserva a la biblioteca de la Reial Acadèmia de la Història.

## Alfons X el Savi i els escacs
Els escacs arribaren a Europa de la mà dels musulmans a través de l'Àndalus i les croades. El joc es va fer molt popular, sobretot a l'Imperi i a la península Ibèrica. Amb l'avanç de la Reconquesta els escacs no caigueren en l'oblit, sinó que serien practicats pels nobles i clergues cristians.
Durant l'edat mitjana s'escriuen almenys quatre obres sobre els escacs, per part dels jueus. El més destacable és el «Poema d'escacs» atribuït al cèlebre rabí sefardita Abraham ibn Ezrah (1092-1167). Els escacs es consideraven joc de nobles i s'arribà a prohibir la seva pràctica al poble. Es recomana començar el seu ensenyament als sis anys.
Fins a finals del segle xii les caselles del tauler eren d'un sol color, normalment blanques, amb els traços de separació marcats, però ja al segle xiii l'alternança de caselles negres i blanques estava totalment generalitzada.
L'Església arribà a prohibir els escacs, perquè s'hi solia apostar diners. El 1212 el concili de París condemnà el joc, en una mesura impulsada pels bisbes Guy i Eudes de Sully. Aquesta sentència fou confirmada a Polònia pel rei Casimir II i a França per Lluís IX de França (1226-1270), cosa que no impedeix que el Museu del Louvre conservi un joc que va pertànyer a Lluís IX de França. No obstant això aquestes prohibicions no varen tenir massa efecte.
L'extraordinària obra de traducció, recopilació i legislació d'Alfons X el Savi que va fer durant el seu regnat (1251-1284) va incloure la composició d'un llibre d'escacs: Jocs diversos d'escacs, daus, i taules amb les seves explicacions, ordenats per mandat del rei m'Alfons el Savi, que és el llibre més antic sobre els escacs que ens ha arribat, compost el 1283. Consta de 98 folis de pergamí amb 150 esplèndides miniatures. Està dividit en set parts, la primera de les quals és la que està dedicada als escacs: «llibre d'escacs», i s'hi descriuen les regles, i s'hi inclouen 103 problemes, dels quals 89 apareixen en altres tractats d'origen àrab. Es conserva a la biblioteca de l'Escorial.
Va ser en temps d'Alfons X el Savi quan les peces dels escacs van prendre aquest aspecte medieval que tenen avui, amb el rei i la dama (anomenada llavors alferza o capità), els cavalls, les torres i els alfils, tot i que la forma de jugar abans de 1475 era més semblant a com jugaven els perses al segle v que als escacs actuals.
Anteriorment les torres s'anomenaven rocs i la dama era la reina, terme que encara es fa servir en molts països. El cavall representa el cavaller errant, per això els anglesos fan servir knight i no horse. L'alfil (al-fil és una paraula àrab d'origen farsi que significa elefant), també va representar altres personatges: bisbe (bishop en anglès, arquebisbe en portuguès) o bufó (en l'actualitat a França se'n diu fou, boig).
La partida més antiga de la qual es té constància, segons l'«Enciclopèdia Oxford de partides d'escacs» data de 1490, encara que no segueix les regles dels escacs moderns.